# Lancia Dikappa
Lancia Dikappa är en personbil, tillverkad av den italienska biltillverkaren Lancia mellan 1921 och 1922.
Dikappa var närmast en ”sport”-version av syskonmodellen Kappa. Motorn hade fått toppventiler, vilket gav en betydande effektökning.